# Heinrich Meldau
Heinrich Friedrich Konrad Meldau (Nordholz, 11 de janeiro de 1866 – Bremen, 23 de abril de 1937) foi um professor de náutica alemão.

## Vida
Meldau, filho de um superintendente de impostos, foi para o Johanneum Lüneburg, onde obteve o Abitur em 1886. Estudou matemática e ciências naturais na Universidade de Göttingen, onde foi dentre outros aluno de Ernst Christian Julius Schering, Hermann Amandus Schwarz e Felix Klein, com um doutorado em 1895 com a tese Über die tägliche und jährliche Periode der Variationen der erdmagnetischen Kraft in Wilhelmshaven während der Polar-Expeditionen von 1882 und 1883, Hannover. Foi professor da Seefahrtschule Bremen e autor ou co-autor de numerosos livros didáticos náuticos, entre outros, editou com Otto Fulst e Carl Schilling (1857-1932, chefe doa Seefahrtschule Bremen de 1897 a 1928) o Steuermannskunst, do ex-diretor (1858 até sua morte em 1892) da Seefahrtschule Bremen Arthur Breusing. Meldau lidou em particular com a bússola como um instrumento de navegação, por exemplo correções para leituras de bússolas em navios de ferro. Escreveu em 1909 o artigo Nautik (especialmente navegação terrestre, com foco na bússola) na Encyklopädie der mathematischen Wissenschaften.

## Obras
- com Otto Fulst, Carl Schilling (Eds.): Arthur Breusing: Steuermannskunst, Leipzig 1909, Bremen 1924.
- com Otto Fulst Nautische Aufgaben, Eckardt und Messtorf, Hamburg 1910, Dingwort Verlag, Hamburg Altona.
- com Otto Steppes Lehrbuch der Navigation, 1931, 5. edição, Bremen, A. Geist, 1954.
- com Otto Steppes Mathematik für Seefahrtschulen, 2. Edição Bremen, G. Winters Buchhandlung, 1931 (também com Erich Gundelach, Steppes Mathematik für Nautiker 1941).
- com Fulst, Schilling Nautische Tafeln, 1923, 1929 (também Breusings Nautische Tafeln 1917).
- com Fulst Nautische Aufgaben, 1932.
- com Joseph Krauss Wetter- und Meereskunde für Seefahrer, 5. Edição, Springer 1963 (primeiro como Krauss Grundzüge der maritimen Meteorologie und Ozeanographie 1917, 2. Edição trabalhada por Meldau 1931).
- com Peter Kaltenbach Physik und Funktechnik für Seefahrer, Braunschweig 1930.
- Kleines Kompaßlexikon.
- com Schilling Der mathematische Unterricht an deutschen Seefahrtschulen, 1912.
- com F. Fischer, Johannes Georgi, Arthur Breusing: Technische Navigation: Wetterkunde, Meeresströmungen, 1929.